# Фіона Дойл
Фіона Дойл (4 жовтня 1991) — ірландська плавчиня.
Учасниця Олімпійських Ігор 2016 року.
Призерка літньої Універсіади 2013, 2015 років.